# Geremia, cane e spia
Geremia cane e spia (The Shaggy Dog) è un film del 1959 diretto da Charles Barton e prodotto dalla Walt Disney, tratto dal romanzo The Hound of Florence di Felix Salten, il creatore del capriolo Bambi.
Diretto da Charles Barton, fu la prima live-action comedy della Disney e la prima di una lunga serie con protagonista Fred MacMurray. Con lui sono un gruppo di adolescenti con già alle spalle una lunga carriera con la Disney: Tommy Kirk, Tim Considine, Roberta Shore, Annette Funicello e il piccolo Kevin Corcoran.
Il film ha avuto quattro seguiti (tutti Disney), il primo dei quali è Quello strano cane... di papà del 1976, poi un sequel televisivo nel 1987, un remake televisivo negli anni '90 e un rifacimento cinematografico nel 2006: Shaggy Dog - Papà che abbaia... non morde.

## Trama
Per colpa di un antico anello magico appartenuto ai Borgia, il giovane Wilby Daniels cade vittima di un maleficio che lo trasforma in un cane peloso, Geremia, identico a Chiffon, il bobtail della sua amata vicina Franceska Andrassy. Gli unici a conoscenza di quell'incredibile storia sono suo fratellino Moochie, che lo aiuta nelle situazioni più imbarazzanti, e il professor Plumcutt, da cui apprende che l'unico modo per rompere l'incantesimo è compiere un'azione eroica. Per il momento però il ragazzo non può nemmeno rientrare fra le mura domestiche perché suo padre Wilson, postino in pensione, è allergico ai cani e l'ha chiuso fuori di casa. Comincia così per Wilby tutta una serie di disavventure causate dai suoi continui e inaspettati passaggi dall'aspetto umano a quello canino e viceversa.
Nelle sembianze di Geremia, Wilby scopre che il dottor Mikhail Andrassy, il padre adottivo di Franceska, in realtà è una spia che vuole rubare dei documenti segreti per far cadere il governo e che intende anche liberarsi di quella figlia divenuta ormai imbarazzante e inutile. Mentre il dottore e il suo maggiordomo Stefano se ne vanno per attuare il proprio piano portando con loro la ragazza, Wilby/Geremia con l'aiuto di Moochie riesce a coinvolgere nell'inseguimento suo padre, il suo amico e rivale in amore Buzz Miller e soprattutto la polizia. Le spie, vistesi scoperte, tentano la fuga con una barca e, nella successiva colluttazione, Franceska cade in acqua ma viene salvata dal coraggioso intervento di Geremia che, così facendo, compie quell'atto di eroismo necessario a liberarlo dal maleficio dell'anello dei Borgia.
Conclusione con i cattivi arrestati, con Franceska che se ne torna in Francia dopo aver donato Chiffon alla famiglia Daniels, con Wilby e Buzz ritornati amici essendo venuta meno la ragione della loro rivalità, e con Wilson e Chiffon onorati come degli eroi.